# Taubenzüchterverein
Ein Taubenzüchterverein (auch Taubenzuchtverein) ist ein Verein in dem sich Menschen organisieren, die Tauben züchten (Taubenzüchter). Es handelt sich um eine Spezialisierung eines Geflügelzuchtvereins bzw. Kleintierzuchtvereins. Je nach Spezialgebiet unterscheidet man zwischen Rassetaubenzuchtvereinen und Brieftaubenzuchtvereinen.

## Zielsetzung, Aufgaben
Durch die Organisationsstruktur des Vereins sowie den überregionalen Zusammenschluss mit anderen Vereinen werden gemeinsame Veranstaltungen organisiert. Während bei Brieftaubenzüchtervereinen eher Flugwettbewerbe organisiert werden, geht es bei Rassetaubenzüchtervereinen hauptsächlich um Ausstellungen. Für beide sind außerdem so genannte Taubenmärkte als Kauf-, Verkauf- und Tauschbörsen sowie als Foren für den Erfahrungsaustausch wichtig.

## Taubenzüchtervereinswesen in Deutschland
Rassetaubenzuchtvereine sind in Deutschland in der Regel im Verband Deutscher Rassetaubenzüchter organisiert, während die Dachorganisation der Brieftaubenzuchtvereine der Verband Deutscher Brieftaubenzüchter ist.
Der erste Brieftaubenzuchtverein wurde um 1834 in Aachen unter dem Namen „La Colombe“, die „Brieftaube“ gegründet. Ende 1883 gab es in Deutschland über 70 Brieftaubenvereine. Von 1926 bis 1932 wuchs allein der Verband Deutscher Brieftaubenzüchter um fast 2.300 Vereine. Ende 1959 bestanden rund 8.400 Vereinen und 490 Reisevereinigungen.

## Taubenzüchtervereinswesen in der Schweiz
Der schweizerische Verband der Taubenzüchter, Rassetauben Schweiz wurde im Jahr 1922 als Schweizerischer Taubenzucht-Verband gegründet. Brieftaubenzüchter sind im Schweizerischen Brieftaubensport-Verbandes (SBV) organisiert.

## Taubenzüchtervereinswesen in Österreich
In Österreich sind die Brieftaubenzüchter im Österreichischen Verband der Brieftaubenzüchter (ÖBTZ) organisiert. Der älteste noch bestehende Brieftaubenzuchtverein ist 901 Klub der Wiener Brieftaubenzüchter, der im Jahre 1874 gegründet wurde. Siehe auch Taubenpost.

## Taubenzüchtervereinswesen in den USA
In der zweiten Hälfte des 19. Jahrhunderts wurden Brieftauben auch in die USA eingeführt, und bald danach gründeten sich auch dort Taubenzüchtervereine. 1881, anlässlich eines Wettbewerbs in Philadelphia, gründete sich die Atlantic Federation of Homing Pigeon Societies (AFHPS) als Zusammenschluss der anwesenden Vereine, die aus der Region kamen. Bereits zwei Jahre später nannte sie sich um, damit sie als The Federation of Homing Pigeon Fanciers of America mit bundesweiter Aufmerksamkeit die Spitzenleistungen preisgekrönter Vögel festhalten konnte. Diese setzte neutrale Komitees ein, um Wettbewerbe zu überwachen, und vereinheitlichte das System der Markierung für die Tauben.
Nachdem 1891 das League of American Homing Clubs gegründet wurde, das keine Einzelmitglieder zuließ, wurde sie 1893 mit der AFHPS zur National Federation of American Homing Pigeon Fanciers verschmolzen, die sich bald darauf in eine Aktiengesellschaft umwandelte. Der ehemalige Sekretär der AFPHS, gründete eine Konkurrenzorganisation, die National Association of American Homing Pigeon Fanciers (NAAHPF). 1909 hatte die Federation 833 Mitglieder, die Association 1.053. In diesem Jahr wurden die beiden Organisationen wieder vereinigt, um die heutige American Racing Pigeon Union (ARPU) zu bilden.